# 倉沢のヒノキ

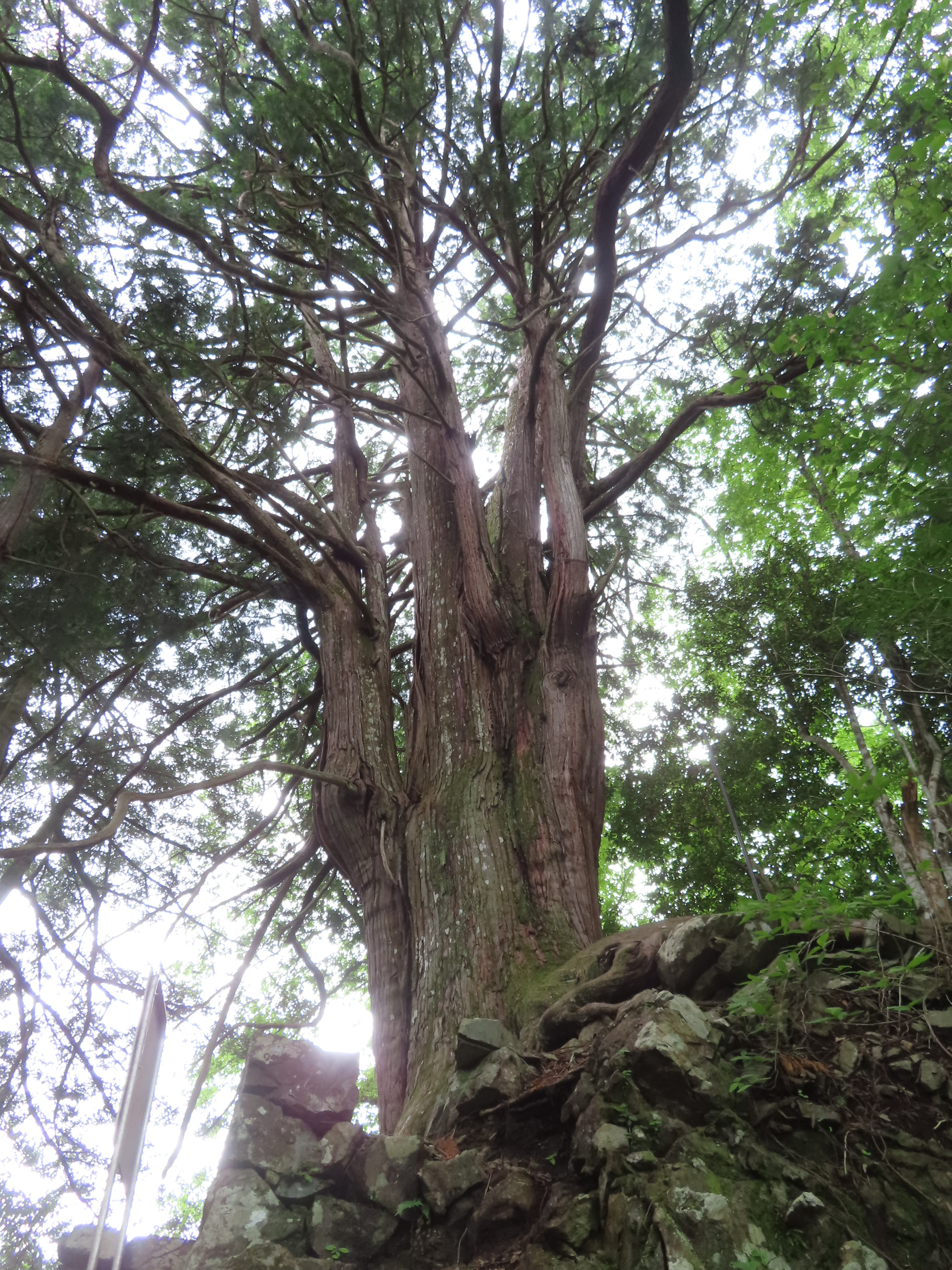
倉沢のヒノキ（2024年6月）

倉沢のヒノキ（くらさわのヒノキ）は、東京都西多摩郡奥多摩町日原（にっぱら）に生育するヒノキの巨木である。自生としては東京都内で最大のヒノキであり、1987年（昭和62年）に東京都の天然記念物に指定された。1988年（昭和63年）には、奥多摩町によって木の近くに避雷針が設置されている。

## 由来
この木は、日原街道の倉沢橋の少し先から山中に入ると、痩せ尾根の上で大きく成長した姿を眼前に現す。樹齢は地元の伝承では1000年と伝えられ「千年の大ヒノキ」と呼ばれて親しまれているが、実際には600年ほどともいわれる。周辺の環境がヒノキの生育に適しているため、樹齢に比して姿は若々しく樹勢も旺盛である。
胸高は6.3メートル、樹高は34メートルあり、太い主幹から地上約5メートルのところで9本の巨枝が支幹となって分岐している。支幹はそれぞれ真っ直ぐ上方に成長して、大きな樹冠を形作っている。第2次世界大戦前は日本国内で最大級のヒノキと推定されていて、日本の「公園の父」といわれる造園家で林学博士の本多静六は1904年に『森林家必携』という書物で「本邦第一の檜」と記述している。1983年（昭和58年）11月3日に奥多摩町指定天然記念物となったが、自生の木として東京都内に現存する最大のヒノキであり東京の自然を代表するものとして、1987年（昭和62年）2月24日には東京都の指定天然記念物となった。
この木の近くに、1988年（昭和63年）5月に奥多摩町によって避雷針が設置された。その契機となったのは、前年に起きた落雷事故であった。1987年（昭和62年）8月15日、画家の平岡忠夫は個展に出す絵の題材とする目的で、大舘誉（後に奥多摩町の町長を務めた）に案内されてこの木を初めて訪問した。落雷が発生しやすい尾根筋に生育するこの木を見て平岡が「この木は大丈夫か」と尋ねたところ、大舘は「千年落ちなかったから大丈夫でしょう」と応えていた。その言葉に平岡ももっともなことだと納得し、暫し談笑を続けた後に絵を描きだした。その日は好天であったが、突然天候が悪化してついには激しい雷雨になってしまった。周辺の木々や谷の下に生育する樹木に凄まじい音を立てて落雷が何発も続くのを目の当たりにして、平岡と大舘はこれは異常なことだと話し合った。平岡の考えでは、都市部のヒートアイランド現象が原因となって都市部ではなく郊外に雷雲が集中的に発生することにより、この木の周辺も集中的な落雷が発生しやすくなっているのではないかとのことであった。平岡と大舘は倉沢のヒノキがいつ落雷の被害に遭っても不思議ではないから、早急に避雷針を設置しようという意見で一致した。
奥多摩町役場や住民たちなどの協力を得て避雷針設置の話は具体化したが、普通の避雷針では設置費用が400万円以上もかかる上にヒノキの根も痛めてしまうことが判明し、しかも立地が岩盤上ということで通常の工法では設置が難しいことが指摘された。平岡は設置を諦めずに、避雷針の権威として知られる東京理科大学教授の鶴見策郎に対応策を相談した。鶴見は平岡に積極的に助言を与え、電気工学の専門家の協力を得て1基100万円程度の費用で避雷針を設置することができた。この避雷針設置運動は「奥多摩鶴見方式」と名付けられ、その後全国の巨樹に設置する運動の先駆けとなった。
倉沢のヒノキは、1990年に開催された「国際花と緑の博覧会」に合わせて企画された「新日本名木100選」に選定された。奥多摩町は、この木と周辺の土地を買い上げて保護に努め、町に生育する巨木群をPRする目的で「巨樹の里」を宣伝している。

## 交通アクセス
所在地
- 東京都西多摩郡奥多摩町日原567

交通
- JR東日本青梅線奥多摩駅から西東京バス日原線、「鍾乳洞」または「東日原」方面行き、「倉沢」バス停下車、徒歩約10分。